# الدوري القطري 1964–65
إحصائيات دوري نجوم قطر في موسم 1964-65.

## نظرة عامة
فاز المعارف بالبطولة.